# Capela de São Crispim

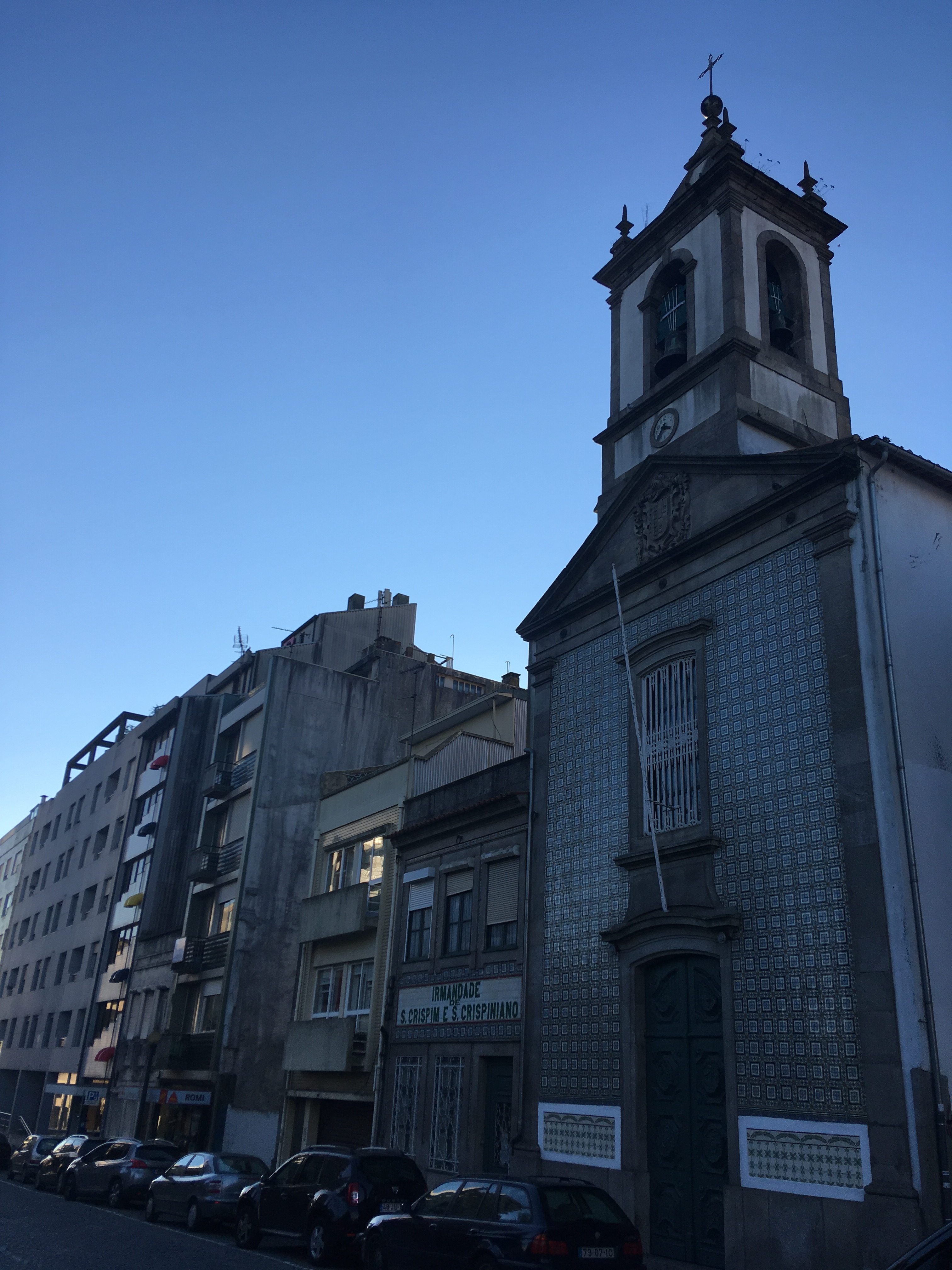
Capela de São Crispim, na Rua de Santos Pousada

A Capela de São Crispim e São Crispiniano situa-se ao cimo da Rua de Santos Pousada, no Bonfim, na cidade do Porto, pertença da respectiva Confraria. Está dedicada a São Crispim e São Crispiniano, e foi construída em 1878 para substituir a capela original, bem como o anexo hospital e albergue de peregrinos existentes desde o século XIV e que se situavam na rua das Congostas (actual rua Mousinho da Silveira, demolidos por ocasião (1875) para abertura daquela artéria.